# Naftikós Ómilos Pàtra
El Naftikós Ómilos Pàtra, (en grec: Ναυταθλητικός Όμιλος Πατρών, en català: Club nàutic Patres), és un club grec d'esports aquàtics amb seu a Patres, a la Grècia Occidental.
El NOP es va fundar el 1929 i es va convertir immediatament en un dels principals equips del waterpolo grec, guanyant vuit campionats durant els anys trenta i quaranta. A les següents dècades, el club va participar contínuament a l'A1 Ethniki (a excepció de sis temporades a l'A2 Ethniki). El club també ha arribat set vegades la final de la Copa Grega, guanyant el trofeu el 1995. També va quedar subcampió del Trofeu LEN el 1999.

## Palmarès waterpolo masculí
- Copa LEN
  - Finalistes (1): 1999
- Lliga grega: 
  - Campions (8): 1935, 1937, 1938, 1939, 1940, 1945, 1946, 1950
- Copa grega
  - Campions (1): 1995